# マティニョン協定 (1936年)
マティニョン協定（マティニョンきょうてい、フランス語: Accords Matignon）は、1936年6月7日午前1時に調停された、使用者団体のフランス生産総同盟（フランス語: Confédération générale de la production française）、労働組合の労働総同盟（フランス語: Confédération générale du travail）とフランス政府の間の協定集である。1936年5月の人民戦線選挙に端を発したゼネラル・ストライキ中に調印された。これにより、ブルム左派政権の誕生が導かれたといえる。フランス労働法におけるマグナ・カルタとしても知られており、この協定は政府首脳の居留先であったオテル・ド・マティニョンで行われたことからその名がついている。

## 1936年5月から6月のゼネストとの関連
この交渉は6月6日の午後3時から始まり、労働者代表としてブノワ・フラション（フランス語: Benoît Frachon）、政府代表としてフランス社会党のマルクス・ドルモワ（フランス語: Marx Dormoy）と労働大臣のジャン＝バティスト・ルバ（フランス語: Jean-Baptiste Lebas）などが参加した。労働運動からのプレッシャーは大きく、雇用者側は即座に組合の要求を受け入れた。遡ること5月26日からル・アーヴルで始まったゼネストなどで、ロックアウトを防ぐために工場占拠が行われたりするなど、労働運動が急速な勢いでフランス全土に広がった流れの最中だった。100万人以上の労働者がストライキに参加した。人民戦線の選挙勝利に社会運動が導かれ、この新たな政権に近づこうとしていた。内務大臣のロジェ・サラングロ（フランス語: Roger Salengro）は「この日を迎えられたことは、交渉の勝利であった」と公の場で話した。
各工場で労働条件向上のためのストライキ組織化を行うことなく、全ての労働者は以下のような合意を得た。
- 合法的ストライキの権利
- 労働組合結成に対するいかなる障害も取り除くこと (秘密投票により選ばれた代表者を立てることを含む。代表者は労働監督当局からの承認なく解雇されることはない)
- および、全体で7%から12%の賃上げを行うこと (これにともない、デフレ解消と労働者の要求に基づく経済政策が実現された) (ヴェルダンの女性労働者たちは400%の賃上げに成功した)

さらに、ブルム内閣は6月5日に5つの新法プロジェクトを宣誓した。それらはジャン＝バティスト・ルバが準備したものであり、その月のうちに採択された。それらにより以下が実現された。
- フランスにおいて初の有給休暇 (2週間) (1936年7月20日、国民議会において採択)
- 1日8時間、週40時間労働 (1936年7月21日、同上)
- 団体交渉 (1936年7月24日、同上)
- 公務員の賃金および第一次大戦退役軍人年金保険のための税制に関する法整備

11月には、フランス共産党全国書記のモーリス・トレーズは以下のように宣言した。「ストライキをどのように終わらせるか、つまり一番の要求をいかに獲得するかを理解しなければならない」 
その宣言はフランス共産党の機関紙であるリュマニテに掲載された。マルソー・ピヴェール（フランス語: Marceau Pivert）の有名な宣言に触発され、彼は「すべてが実現できるわけではないが、スローガンは『人民戦線のための全て』だった」と述べた。
鉄鋼業においてはルノーの工場で7月13日 - 15日にようやく仕事が再開された。

## 遺産
秘密投票による代表者選出はヴィシー政権下で抑圧され、1945年4月16日にフランス共和国臨時政府下で再設定された。